# ミノムシ
ミノムシ（蓑虫）は、チョウ目ミノガ科（学名：Psychidae）のガの幼虫。一般には、その中でもオオミノガ、チャミノガの幼虫を指す。
幼虫が作る巣が、藁で作った雨具「蓑」に形が似ているため、日本では「ミノムシ」と呼ばれるようになった。

## 形態・生態
多くの種で進化の結果、雌の成虫は翅や脚を持たないが、脚を残している種や痕跡的に退化した翅を持つ種もある。ただし、このような進化を経なかったヒモミノガ類のように雌が雄同様に羽化して飛翔力を持つ種も存在する。
幼虫はバラ科、カキノキ科などの果樹や、サツキ等の葉を、特に梅雨後の夏期（7月から8月の）に食害する。摂食後の枯葉や枯枝に粘性の糸を絡め、袋状の巣を作って枝からぶら下がる。

## 下位分類
ミノガ科には日本列島では20以上の種が属している。
- オオミノガ Eumeta japonica
- チャミノガ Eumeta minuscula：幼虫は15mm〜25mmとオオミノガの1/2〜1/3にすぎない。蓑も小ぶりである。
- クロツヤミノガ Bambalina sp.
- ニトベミノガ Mahasena aurea

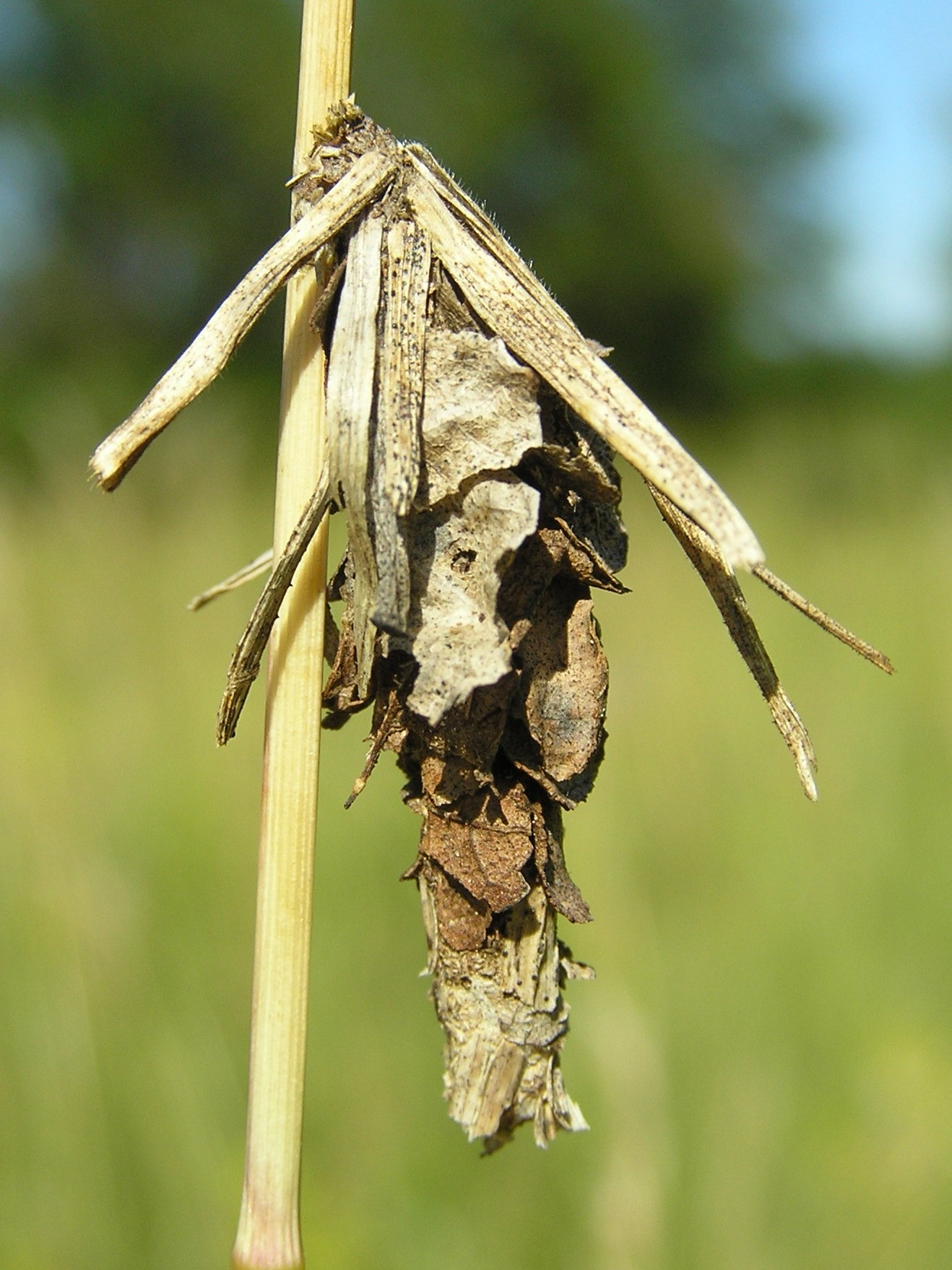
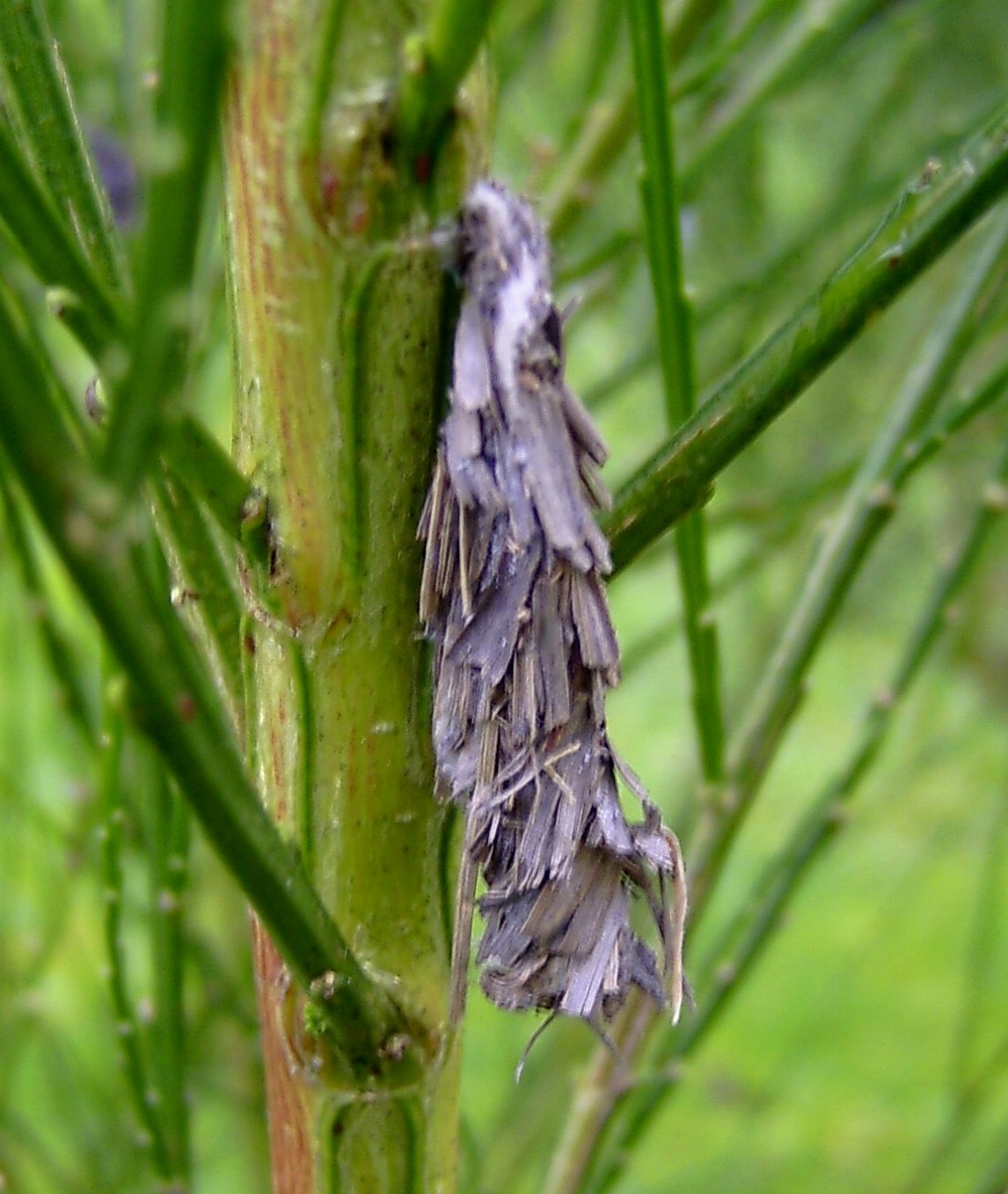
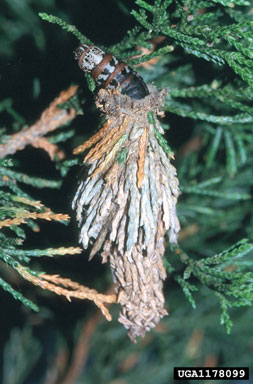
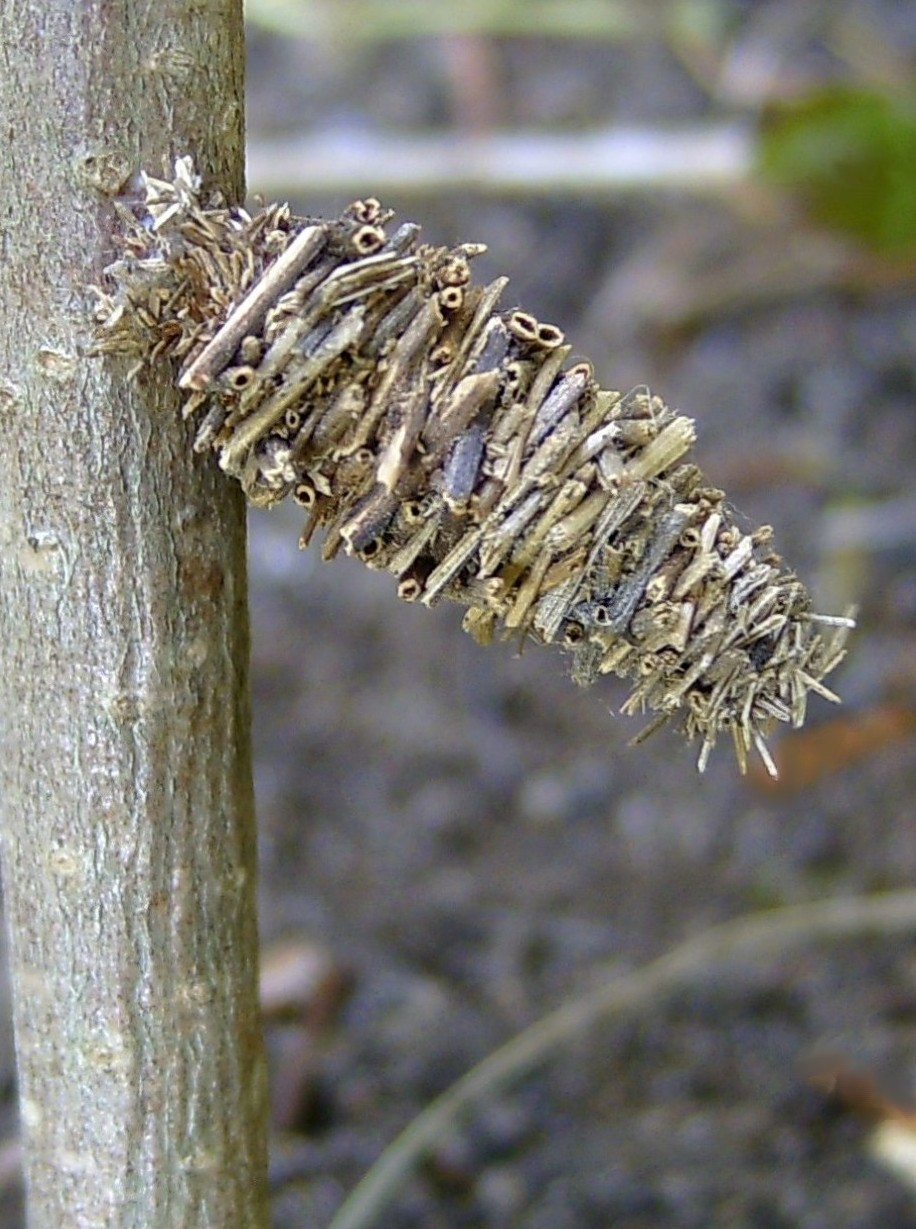
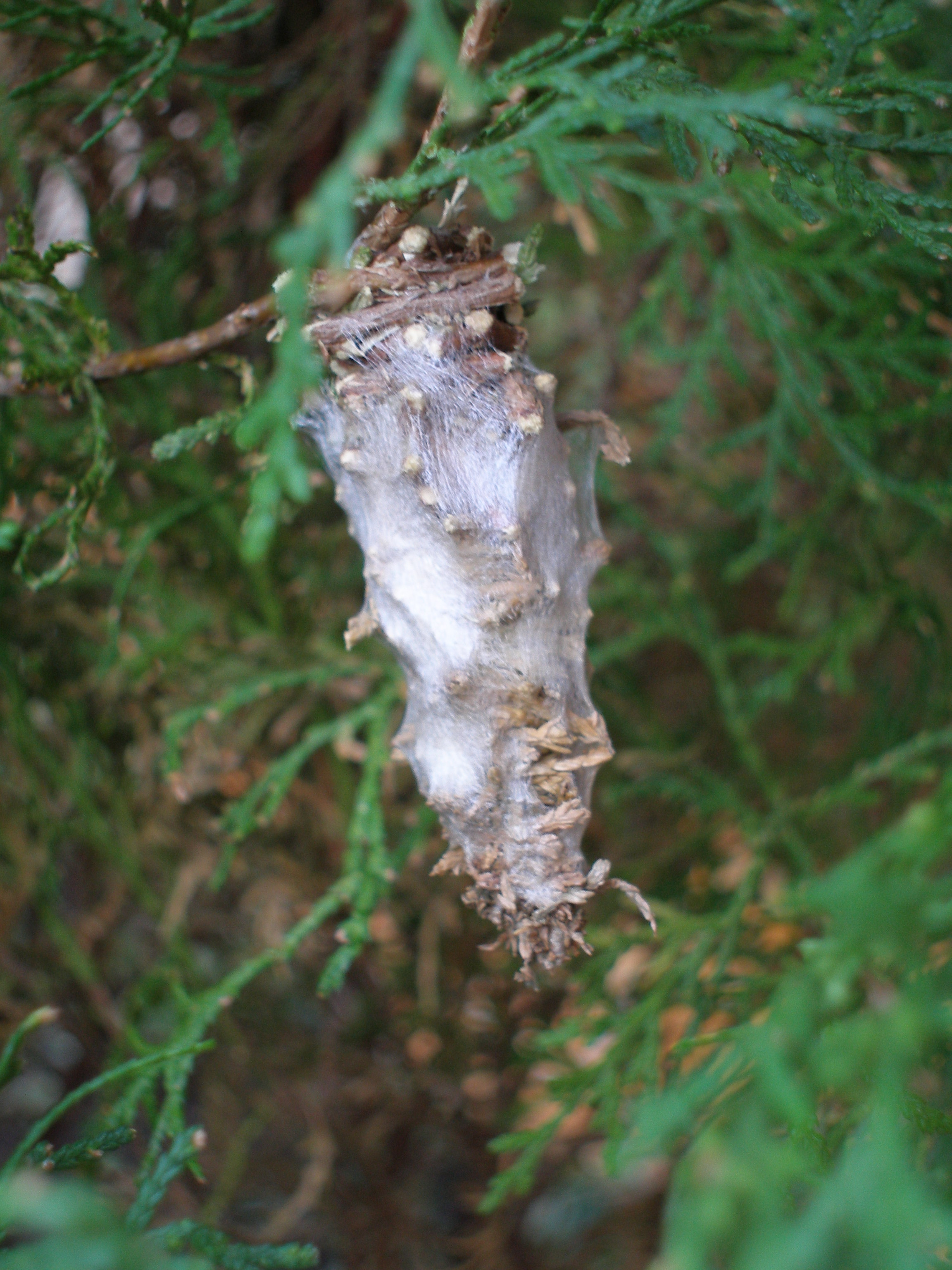
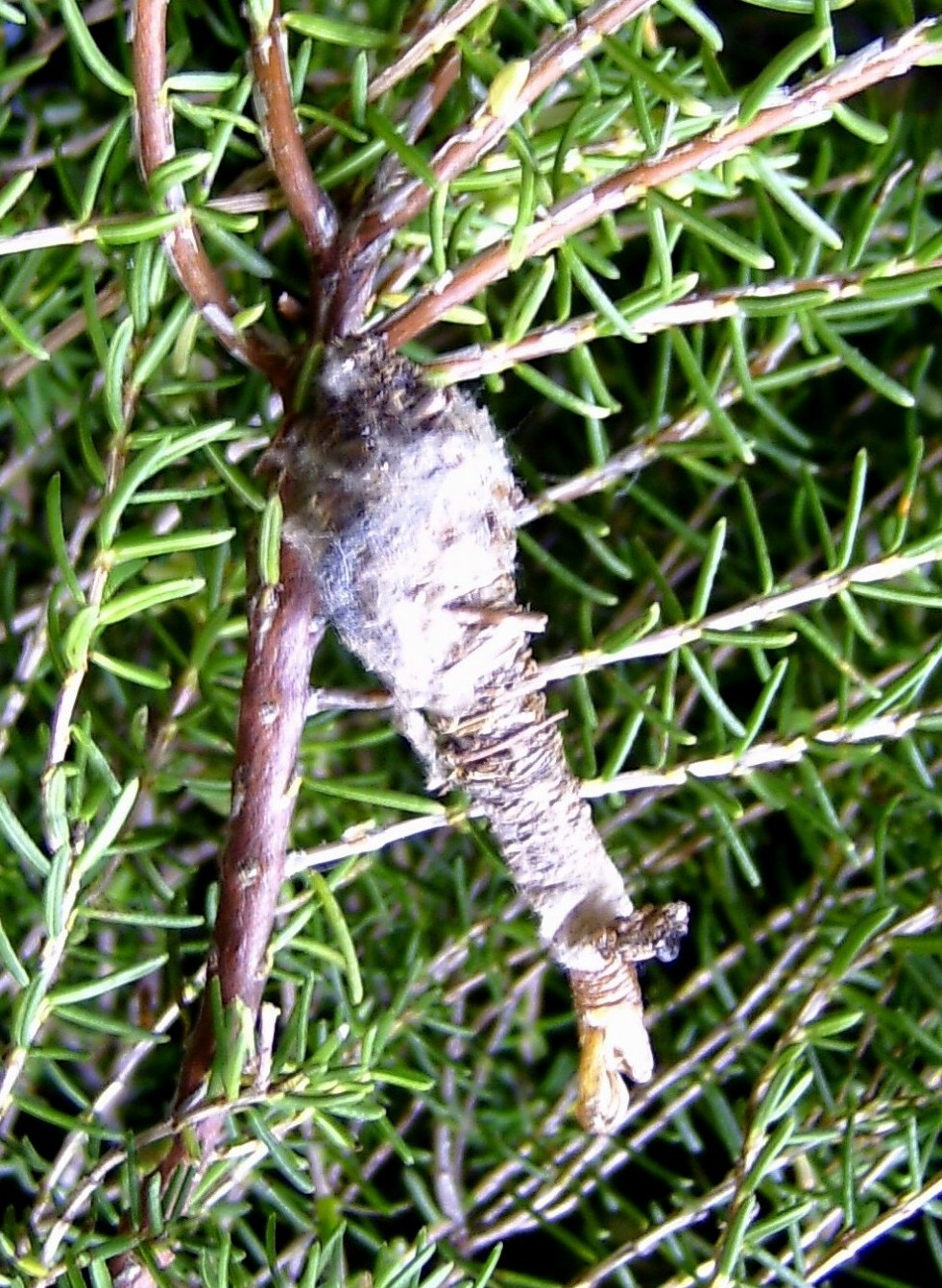
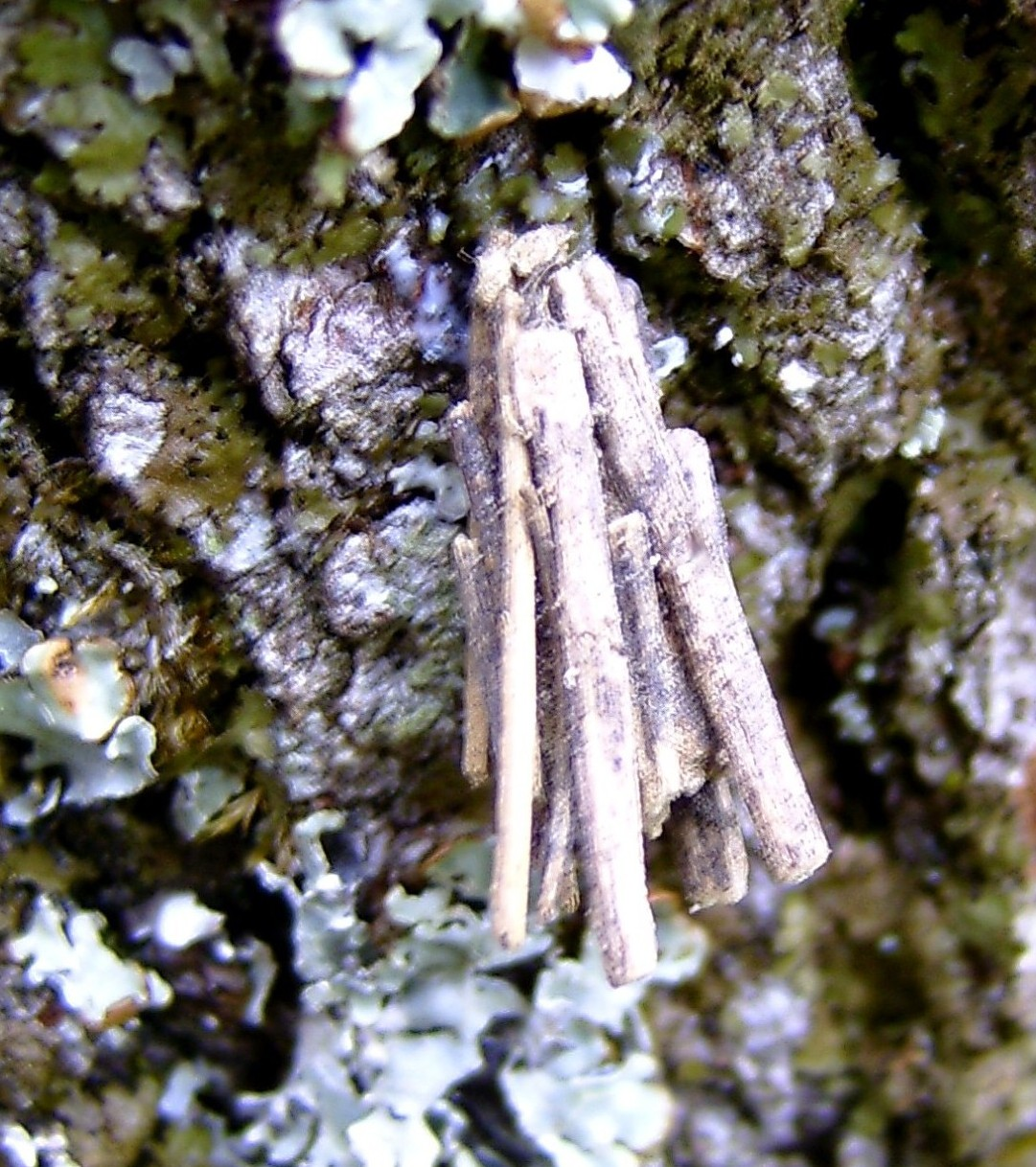
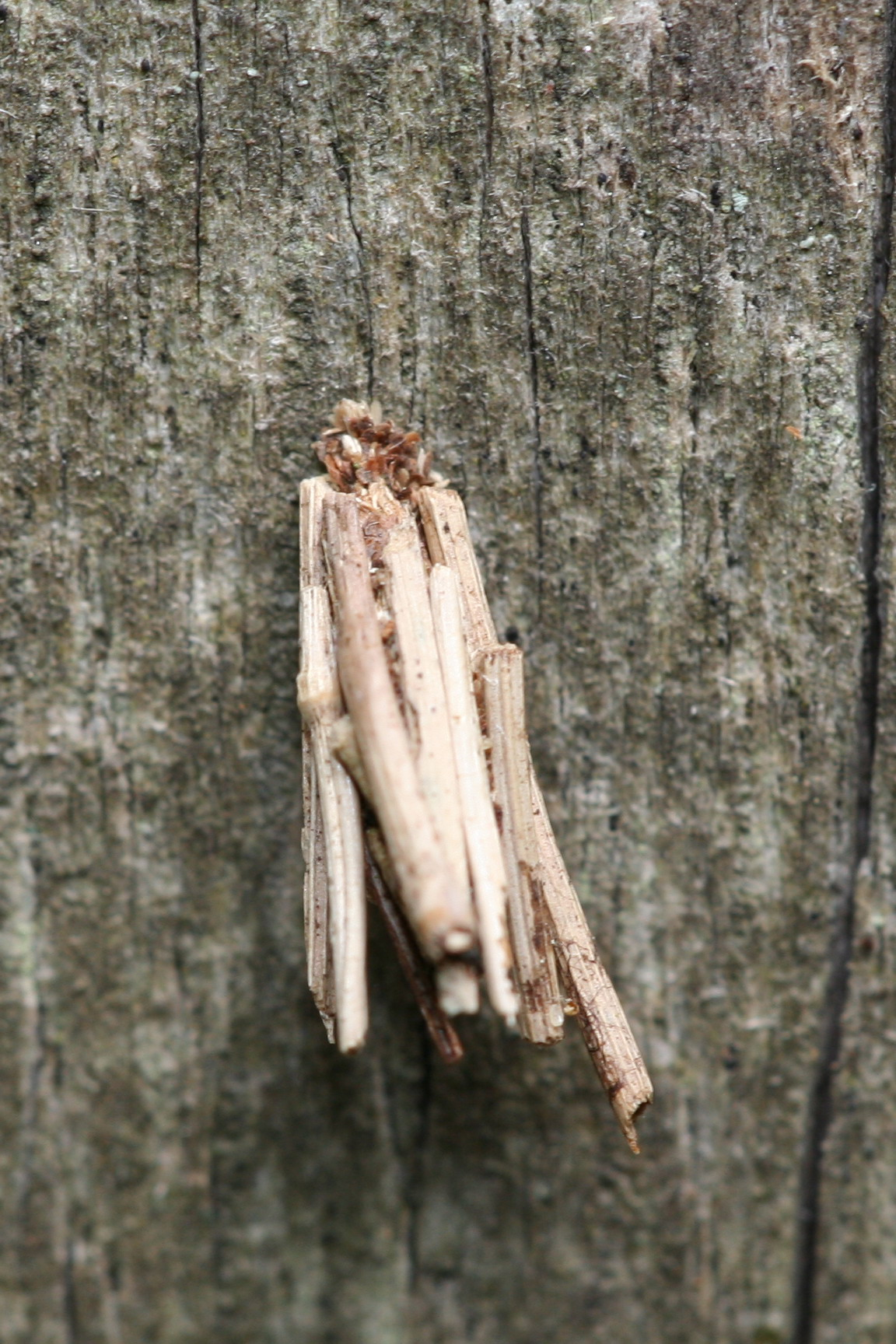
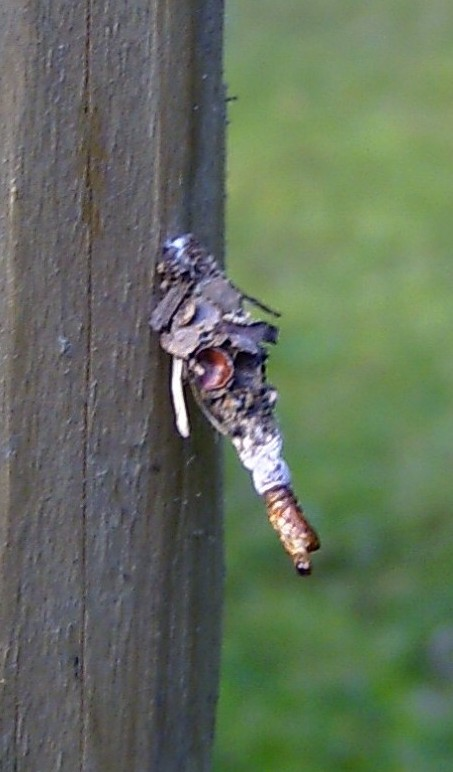
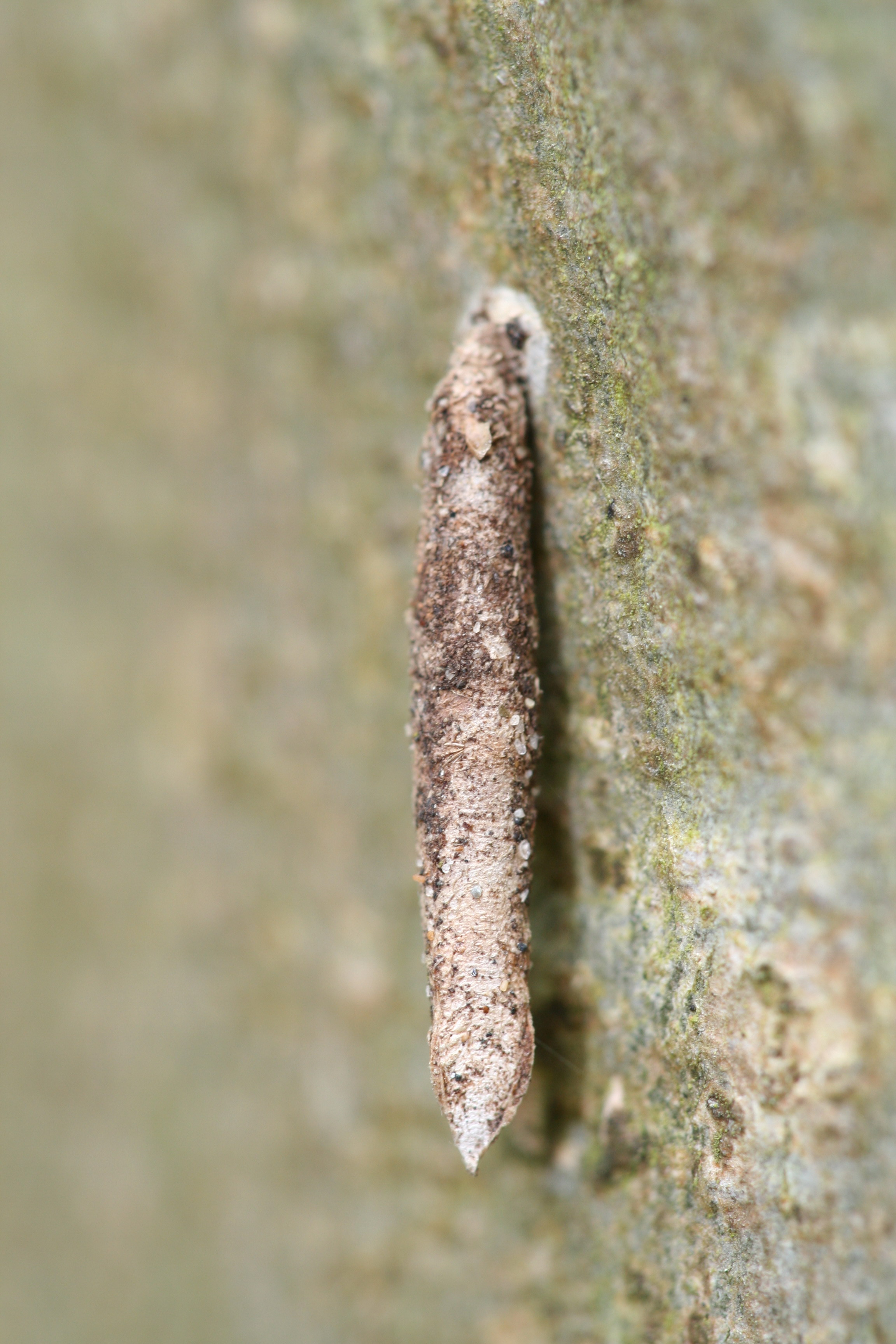
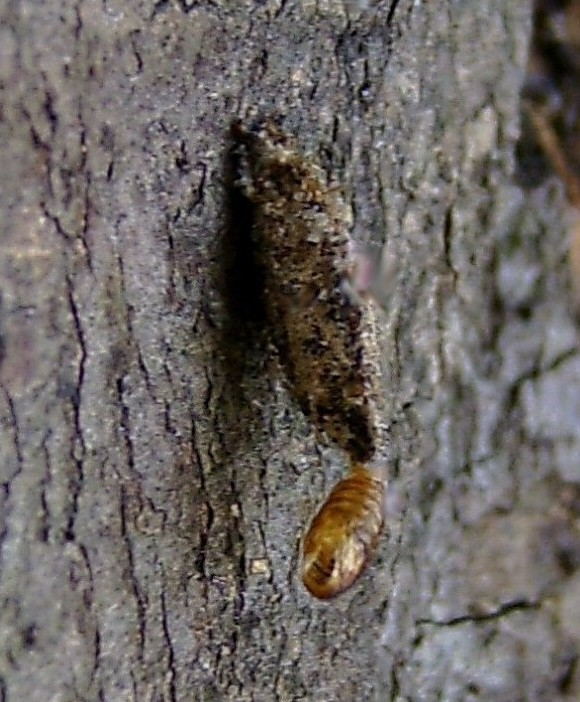
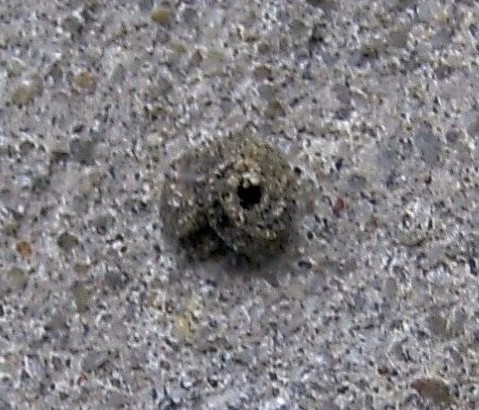

- Canephora hirsuta
- Pachythelia villosella
- Thyridopteryx ephemeraeformis
- Megalophanes viciella
- Oiketicus kirbyi
- Phalacropterix graslinella
- Psyche crassiorella
- Psyche casta
- Sterrhopterix fusca
- Taleporia tubulosa
- Dahlica triquetrella
- Apterona helicoidella

## 人間との関わり
ミノムシは身の回りの繊維であれば、葉や枝でなくても、蓑を作り上げる。このため、毛糸くずや細かく切った色紙の中に蓑を取り去った幼虫を入れると、色鮮やかな蓑を作り上げる。このような実験は、子供の遊びとして広く行われていた。
ミノムシは秋に蓑を作るため、俳句では秋の季語となった。ミノムシ自体は発声器官を持たないのだが、季語では「蓑虫鳴く」と扱われている。一説によれば、これは秋の深い頃まで枝先で鳴くカネタタキの鳴き声であるという。

### 化学分野への応用
ミノムシの糸は蜘蛛の糸よりも強靭であるという研究結果があり、生体工学・バイオミメティクスの分野での応用開発も期待されている。日本の興和と農研機構は、ミノムシの糸を大量に取り出して工業製品に使う技術を開発したと2018年12月5日に発表。農研機構が持つ養蚕技術を応用することで大量生産と製品化に道筋がつき、興亜は2024年に「ミノロン」という名称で製品化した。

### ミノムシが登場する作品
- 随筆
  - 『枕草子』 - 「蓑虫、いとあはれなり。鬼の生みたりければ、親に似てこれも恐しき心あらんとて、…八月ばかりになれば、「ちちよ、ちちよ」と、はかなげに鳴く、いみじうあわれなり」
- 俳句
  - 松尾芭蕉 - みのむしの音をききにこよ草の庵
  - 高浜虚子 - 蓑虫の父よと鳴きて母もなし

## 類似の虫
同じように糸で体を包んで、移動する巣を作るガは他にもある。家屋内ではイガが小さいながらも同じような巣を作る。
ミノガ同様、雌の翅が退化する種類のガにフユシャク亜科がある。フユシャク類の雌は翅を全く持たないか、小さく退化した翅を持つ。その代わり胴体や脚は雄より発達している。ミノガの雌と違う点として、ミノガの雌は蛹の段階から翅が無いのに対し、フユシャク類の雌は蛹の段階では翅があるように見える。羽化後に餌を摂らないのもミノガと共通している。
他にもドクガの一種に雌の翅が退化する種がある。夏に発生する雌は翅を持つが、秋に発生する雌のみ翅が退化するヒメシロモンドクガのような特異な種もある。
また、トビケラ類の幼虫は水生昆虫で、多くの種が同じような巣を川底などに作る。

## オオミノガ
オオミノガ（大蓑蛾、学名: Eumeta japonica）は、チョウ目ミノガ科に属する昆虫。ヤマトミノガともいう。

### 形態
日本産で最も大きなミノムシ。
成虫が「ガ」の形になるのは雄に限られる。雄は口が退化しており、花の蜜などを吸うことはできない。雄の体長は30〜40mm。雌は無翅、無脚であり、形は小さい頭に、小さな胸と体の大半以上を腹部が占める形になる（また、雄同様口が退化する）。したがって「ガ」にはならず、蓑内部の蛹の殻の中に留まる（性的二形）。

### 生態
雄は雌のフェロモンに引かれて夕方頃飛行し、蓑内の雌と交尾する。この時、雄は小さな腹部を限界近くまで伸ばし蛹の殻と雌の体の間に入れ、蛹の殻の最も奥に位置する雌の交尾孔を雄の交尾器で挟んで挿入器を挿入して交尾する。交尾後、雄は死ぬ。その後、雌は自分が潜んでいた蓑の中の蛹の殻の中に1,000個以上の卵を産卵し、卵塊の表面を腹部の先に生えていた淡褐色の微細な毛で栓をするように覆う。雌は普通、卵が孵化するまで蛹の殻の中に留まっていて、孵化する頃にミノの下の穴から出て地上に落下して死ぬ。
20日前後で孵化した幼虫は蓑の下の穴から外に出て、そこから糸を垂らし、多くは風に乗って分散する。葉や小枝などに到着した1齢幼虫はただちに小さい蓑を造り、それから摂食する。6月から10月にかけて7回脱皮を繰り返し、成長するにつれて蓑を拡大・改変して小枝や葉片をつけて大きくし、終令幼虫（8令）に達する。主な食樹は、サクラ類、カキノキ、イチジク、マサキなど。
秋に蓑の前端を細く頸って、小枝などに環状になるように絹糸をはいてこれに結わえ付けて越冬に入る。枯れ枝の間で蓑が目立つ。越冬後は普通は餌を食べずにそのまま4月から6月にかけて蛹化する。そして6月から8月にかけて羽化する。

### 分布
日本列島（本州（岩手・山形県以南）、四国、九州、対馬、屋久島、沖縄本島、宮古島、石垣島、西表島）に分布する。本種は東南アジアに広く分布する Eumeta variegata と同じ種であるという説も有力である。
近年は後述する外来種のヤドリバエによる寄生により生息個体が激減しており、各自治体のレッドリストで絶滅危惧種に選定されるようになってきている。

### オオミノガヤドリバエによる寄生
オオミノガを初めとして、日本ではミノムシは広く見られる一般的な昆虫であったが、1990年代後半からオオミノガは激減している。原因は、オオミノガにのみ寄生する外来種のヤドリバエ科のオオミノガヤドリバエ (Nealsomyia rufella) である。
オオミノガヤドリバエは、主にオオミノガの終令幼虫を見つけると、摂食中の葉に産卵し、卵は葉と共に摂食される。口器で破壊されなかった卵はオオミノガの消化器に達し、体内で孵化する。
なお、オオミノガヤドリバエに寄生する寄生蜂（キアシブトコバチ (Brachymeria obscurata) など）が存在する。
 ウィキスピーシーズには、オオミノガに関する情報があります。